# Predator (album)
 For alternative betydninger, se Predator. (Se også artikler, som begynder med Predator)
Predator er Accepts 11. studiealbum. Albummet udkom i 1996 og var produceret af Michael Wagener og indspillet ved 16th Ave. Sound Studios, Nashville, TN. Predator var det sidste album Accept udgav inden deres uofficielle pause i 1997, og det sidste album med Udo Dirkschneider som forsanger.
Michael Cartellone fra Damn Yankees og Lynyrd Skynyrd stod for trommer og slagtøj undtaget på "Primitive" og øvrigt slagtøj på "Predator".

## Spor
1. "Hard Attack" (Hoffmann/Baltes/Dirkschneider) – 4:46
2. "Crossroads" (Hoffmann/Baltes/Dirkschneider/Deaffy) – 5:13
3. "Making Me Scream" (Hoffmann/Baltes/Dirkschneider/Deaffy) – 4:14
4. "Diggin' in the Dirt" (Hoffmann/Baltes/Dirkschneider/Deaffy) – 4:01
5. "Lay It Down" (Hoffmann/Baltes/Deaffy) – 5:02
6. "It Ain't Over Yet" (Hoffmann/Baltes) – 4:17
7. "Predator" (Hoffmann/Dirkschneider/Deaffy) – 3:37
8. "Crucified" (Hoffmann/Baltes/Dirkschneider/Deaffy) – 3:01
9. "Take Out the Crime" (Kaufmann/Dirkschneider/Deaffy) – 3:12
10. "Don't Give a Damn" (Hoffmann/Baltes/Dirkschneider/Deaffy) – 2:58
11. "Run through the Night" (Kaufmann/Dirkschneider/Deaffy) – 3:19
12. "Primitive" (Hoffmann/Baltes) – 4:38

## Musikere
- Udo Dirkschneider: Vokal
- Wolf Hoffmann: Guitar
- Peter Baltes: Bas, forsanger på "Lay It Down" og "It Ain't Over Yet", vokal på "Crossroads"
- Michael Cartellone: Trommer

## Fodnoter
1. ↑   "Accept - Predator". Encyclopaedia Metallum. Hentet 2010-05-17.